# André Navarra
André-Nicolas Navarra (ur. 13 października 1911 w Biarritz, zm. 31 lipca 1988 w Sienie) – francuski wiolonczelista.

## Życiorys
Ukończył konserwatorium w Tuluzie, następnie studiował w Konserwatorium Paryskim, gdzie był uczniem Julesa-Leopolda Loeba (wiolonczela) i Charlesa Tournemire’a (kameralistyka). Studia ukończył w 1927 roku z I nagrodą. W latach 1928–1935 występował jako członek Quatuor Krettly. W 1931 roku zadebiutował jako solista w Concerts Colonne w Paryżu pod batutą Gabriela Piernégo. W 1937 roku w Austrii zdobył I nagrodę na międzynarodowym konkursie muzycznym w Wiedniu. Koncertował w krajach europejskich, na kontynencie amerykańskim oraz w Australii. Od 1949 do 1979 roku był wykładowcą Konserwatorium Paryskiego. Gościnnie wykładał we Włoszech w Accademia Musicale Chigiana w Sienie oraz w Niemczech w Nordwestdeutsche Musikakademie w Detmold. Był pierwszym wykonawcą koncertów wiolonczelowych André Joliveta (1962) i Henri Tomasiego (1970).
Odznaczony orderem kawalera Legii Honorowej oraz kawalerią Orderu Sztuki i Literatury.